# Pikófélék
A pikófélék (Gasterosteidae) a csontos halak (Osteichthyes) főosztályának sugarasúszójú halak (Actinopterygii) osztályába és a pikóalakúak (Gasterosteiformes) rendjébe tartozó család.

## Rendszerezés
A családba az alábbi 5 nem és 11 faj tartozik
- Apeltes (DeKay, 1842) - 1 faj
  - Apeltes quadracus

- Culaea (Whitley, 1950) - 1 faj 
  - Culaea inconstans

- Gasterosteus (Linnaeus, 1758) - 2 faj
  - tüskés pikó (Gasterosteus aculeatus)
  - Gasterosteus wheatlandi

- Pungitius (Coste, 1848) - 8 faj
  - Pungitius aralensis - korábban a P. platygaster alfajának tekinteték
  - Pungitius bussei
  - Pungitius hellenicus
  - Pungitius laevis - korábban a P. pungitius alfajának tekinteték
  - laposhasú pikó (Pungitius platygaster)
  - kilenctüskés pikó (Pungitius pungitius)
  - Pungitius sinensis
  - Pungitius tymensis

- Spinachia (Cuvier, 1816) - 1 faj
  - nyúrga pikó (Spinachia spinachia)